# 里夫站 (加利福尼亞州)
里夫站（英語：Reef Station）是位於美國加利福尼亞州金斯縣的一個非建制地區。該地的面積和人口皆未知。

## 地理
里夫站的座標為36°54′06″N 120°03′17″W / 36.90167°N 120.05472°W，而該地的平均海拔高度為170米（即558英尺）。